# Liste der Kulturgüter in Veltheim
Die Liste der Kulturgüter in Veltheim enthält alle Objekte in der Gemeinde Veltheim im Kanton Aargau, die gemäss der Haager Konvention zum Schutz von Kulturgut bei bewaffneten Konflikten, dem Bundesgesetz vom 20. Juni 2014 über den Schutz der Kulturgüter bei bewaffneten Konflikten sowie der Verordnung vom 29. Oktober 2014 über den Schutz der Kulturgüter bei bewaffneten Konflikten unter Schutz stehen.
Objekte der Kategorie A sind im Gemeindegebiet nicht ausgewiesen, Objekte der Kategorie B sind vollständig in der Liste enthalten, Objekte der Kategorie C fehlen zurzeit (Stand: 1. Januar 2023).

## Kulturgüter
| Foto | | Objekt                                                                                         | Kat. | Typ | Standort                          | Beschreibung |
| ---- | --- | ---------------------------------------------------------------------------------------------- | ---- | --- | --------------------------------- | ------------ |
| ja   | Datei hochladen · Wikidata zu Schloss Wildenstein (Q971167)                                                               | Schloss Wildenstein KGS-Nr.: 00273                                                             | A    | G   | Schlossweg 39 654255 / 253355     |              |
| ja   | Datei hochladen · Wikidata zu Sogenanntes Pfaffenhaus (1650) (Q29580942)                                                  | Sogenanntes Pfaffenhaus KGS-Nr.: 15847                                                         | B    | G   | Oberdorfstrasse 9 653423 / 254321 |              |
| ja   | Datei hochladen · Wikidata zu Sogenanntes Pfaffenhaus (1648) (Q29580937)                                                  | Sogenanntes Pfaffenhaus KGS-Nr.: 15848                                                         | B    | G   | Stalden 1 653443 / 254398         |              |
| ja   | Datei hochladen · Wikidata zu Evangelisch-reformierte Pfarrkirche (Q2137119)                                              | Evangelisch-reformierte Kirche KGS-Nr.: 15849                                                  | B    | G   | Stalden 107 653473 / 254406       |              |
| BW   | Datei hochladen · Wikidata zu Kirche und Umgebung; römischer Gutshof, früh- und hochmittelalterliche Siedlung (Q29580925) | Kirche und Umgebung: Römischer Gutshof, früh- und hochmittelalterliche Siedlung KGS-Nr.: 15850 | B    | F   | 653500 / 254450                   |              |